# Hou (parochie, Aalborg)
Hou (tot 2010: Hou Kirkedistrikt) is een parochie van de Deense Volkskerk in de Deense gemeente Aalborg (tot 2007 Hals) rond de plaats Hou. De parochie maakt deel uit van het bisdom Aalborg en telt 1047 kerkleden op een bevolking van 1047 (2004).

Ajstrup · Gåser · Hals · Hammer · Horsens · Hou · Hvorup · Lindholm · Nørresundby · Øster Hassing · Sulsted · Ulsted · Vadum · Vester Hassing · Vodskov